# Tornando a casa per Natale
Tornando a casa per Natale è un film commedia del 2010 diretto da Bent Hamer, è una coproduzione tra Norvegia, Svezia e Germania.

## Trama
Le vite di un gruppo di persone di una piccola cittadina immaginaria si intrecciano. Tra le tante storie: un uomo che si veste da Babbo Natale per rivedere la ex moglie e i figli senza essere riconosciuto; un vecchio asso del calcio alcolizzato che vuole tornare a casa per le vacanze; una donna che crede che l'amante sposato lascerà finalmente la moglie dopo Natale; uno studente finge che la famiglia protestante non festeggi il Natale per stare con la graziosa compagna di classe musulmana; una coppia serbo-albanese dal passato oscuro, chiusa in un cottage isolato.

## Distribuzione
- Canada: 13 settembre 2010 (Toronto International Film Festival)
- Germania: 1º ottobre 2010 (Hamburg Film Festival)
- Belgio: 15 ottobre 2010 (Gent International Film Festival)
- Germania: 16 ottobre 2010 (Augsburg Filmtage)
- Norvegia: 20 ottobre 2010 (Bergen International Film Festival)
- Brasile: 22 ottobre 2010 (São Paulo International Film Festival)
- Svezia: 19 novembre 2010 (Stockholm International Film Festival)
- Polonia: 26 novembre 2010
- Germania: 2 dicembre 2010
- Paesi Bassi: 2 dicembre 2010
- Grecia: 3 dicembre 2010 (Thessaloniki International Film Festival)
- Svezia: 3 dicembre 2010
- Francia: 8 dicembre 2010
- Belgio: 15 dicembre 2010
- Finlandia: 17 dicembre 2010
- Spagna: 22 dicembre 2010
- Ungheria: 30 dicembre 2010
- Stati Uniti: 15 gennaio 2011 (Palm Springs Internation Film Festival)
- Regno Unito: 22 febbraio 2011 (Glasgow Film Festival)
- Hong Kong: 26 marzo 2011 (Hong Kong International Film Festival)
- Brasile: 4 novembre 2011
- Norvegia: 23 novembre 2011 (uscita DVD)
- Giappone: 3 dicembre 2011
- Portogallo: 8 dicembre 2011
- Turchia: 30 dicembre 2011
- Croazia: 24 maggio 2012

### Titoli alternativi
- Home for Christmas (Germania/Titolo internazionale)
- Északi karácsony (Ungheria)
- A casa por Navidad (Spagna)
- Em Casa Para o Natal (Brasile)
- Hem till jul (Svezia)
- Jouluksi kotiin (Finlandia)
- Kuci za Bozic (Croazia)
- Spiti gia ta Hristougenna (Grecia)
- Uma Casa Para o Natal (Portugal)
- W drodze do domu (Polonia)
- Yeni Yil (Turchia)
- Acasă de Crăciun (Romania)